# Złotoryja
Złotoryja es un municipio urbano y una localidad, capital del distrito de Złotoryja, en el voivodato de Baja Silesia (Polonia). Es, además, la sede de gobierno del municipio rural homónimo, aunque no se encuentra dentro de su superficie. En 2011, según la Oficina Central de Estadística polaca, cubría una superficie de 11,51 km² y tenía una población de 16 387 habitantes.